# Cystowithius ecuadoricus
Cystowithius ecuadoricus är en spindeldjursart som först beskrevs av Beier 1959.  Cystowithius ecuadoricus ingår i släktet Cystowithius och familjen Withiidae. Inga underarter finns listade i Catalogue of Life.